# Ниферн
Ниферн (њем. Nievern) општина је у њемачкој савезној држави Рајна-Палатинат. Једно је од 137 општинских средишта округа Рајн-Лан. Према процјени из 2010. у општини је живјело 1.009 становника. Посједује регионалну шифру (AGS) 7141098.

## Географски и демографски подаци
Ниферн се налази у савезној држави Рајна-Палатинат у округу Рајн-Лан. Општина се налази на надморској висини од 90 метара. Површина општине износи 4,3 km². У самом мјесту је, према процјени из 2010. године, живјело 1.009 становника. Просјечна густина становништва износи 236 становника/km².